# Franz Sacher
Franz Sacher (Bécs, 1816. december 19. – Baden, 1907. március 11.) osztrák cukrász és konyhafőnök, a híres Sacher-torta megalkotója. 

## Életútja
Zsidó származású kikeresztelkedett katolikus[forrás?] családban született. Már fiatalon Metternich herceg bécsi palotájában a konyhán dolgozhatott. A konyhafőnök betegsége idején, a herceg azon kérésének, hogyː „Dass er mir aber keine Schand' macht, heut'” (ne hagyjon szégyenben ma este) próbált megfelelni a másodéves szakácsinas, aki mindössze 16 évesen alkotta meg a róla elnevezett és az azóta világhírűvé vált Sacher-tortát. Pár évvel később, miután a mesterlevelét is megszerezte az Esterházy család szolgálatába állt. A magyar arisztokrata család zselízi birtokán született meg fia, Eduard Sacher, a szállodaalapító, aki később Bécsben, az Operaház mellett 1876-ban nyitotta meg szállodájával együtt előkelő cukrászdáját.
A Sacher család gróf Széchenyi István hívására az akkori magyar fővárosba, Pozsonyba ment, ahol a családfő tiszti vendéglőnek számító „Úri Kaszinó” konyháját vezette. A Pozsonyban kikötő dunai gőzösöket is ő látta el élelemmel mint a mai „cateringesek” korai előfutára. Később a Pesti Vigadó konyhafőnöke lett, és a Duna-gőzhajózási Társaság éttermeinek vezetését is átvette. Foglalkozásából adódóan foglalkozott bor, fűszer és csemege kereskedelemmel. 
Az 1848-as forradalmat követően végleg visszatért Bécsbe. 1881-ben családjával a Bécs melletti alsó-ausztriai Badenbe költözött, ahol 1907-ben bekövetkezett haláláig élt.
Rokonsági leszármazottja unokatestvérének dédunokája Zacher Gábor magyar toxikológus és főorvos.